# Вольфганг Вільгельм (герцог Пфальц-Нойбургу)
Вольфганг Вільгельм Пфальц-Нейбурзький (нім. Wolfgang Wilhelm von Pfalz-Neuburg; 4 листопада 1578, Нойбург-ан-дер-Донау — 20 березня 1653, Дюссельдорф) — пфальцграф Нойбурга. Син Філіпа Людвіга Пфальц-Нойбурзького та Анни Юліх-Клеве-Бергської.

## Життєпис
Перейшов у католицизм і завдяки підтримці Католицької ліги та Іспанії вийшов переможцем Війни за Клевську спадщину (1609—1614) та за підсумками Ксантенського договору став герцогом Юліха та Берга. Був одружений тричі.
У 1615 — кавалер ордена Золотого руна. У період Тридцятирічної війни проводив політику суворого нейтралітету, завдяки чому його володіння не постраждали від воєнних дій.
У 1636 році переніс столицю до Дюссельдорфа.

## Родина
1 Дружина (1613) — Магдалена Баварська.
Діти:
- Філіп Вільгельм, майбутній герцог та пфальцграф.

2 Дружина (1631) — Катерина Шарлотта Пфальц-Цвейбрюккенська, дочка пфальцграфа Йоганна II.
Діти: двоє дітей померли у дитинстві.
3 Дружина (1651) — Марія Франциска, дочка графа Егона VIII Фюрстенберг-Хайлігенберзького.
Діти: не було.